# Jos Grobben
Jos Grobben is een Belgisch redacteur, uitgever en bestuurder.

## Levensloop
Grobben ging in 1978 aan de slag als redacteur bij Knack, alwaar hij Weekendblad oprichtte. Vervolgens werd hij politiek redacteur en eind jaren 90 lanceerde hij de multimediale bijlages van het tijdschrift. Vanaf 2000 richtte hij zich op de ontwikkeling van de newssites, waarvan hij in 2007 hoofdredacteur werd. Onder zijn leiderschap werd er een koepelsite ontwikkeld voor alle titels, waarin de verschillende redacties werden geïntegreerd.
In januari 2010 werd hij aangesteld als hoofdredacteur van Kanaal Z en in oktober van datzelfde jaar werd hij uitgever van de Nederlandstalige nieuws- & businessmagazines van de Roularta Media Group, met name Knack (met zusterbladen Focus Knack en Knack Extra), Trends, Moneytalk, Inside Beleggen en Sport/Voetbalmagazine. Op 1 januari 2016 volgde hij Xavier Bouckaert op als 'directeur magazines' binnen deze uitgeverij.